# تششمة ماهي (مقاطعة تشرداول)
تششمة ماهي (بالفارسية: چشمه ماهی) هي قرية تقع في قسم هليلان الريفي في إيران. يقدر عدد سكانها بـ 816 نسمة .